# David Verdaguer
David Verdaguer Ruiz (Malgrat de Mar, Barcelona, 28 de septiembre de 1983) es un actor y cómico español. Ganador de dos Premios Goya, por Verano 1993 (2017) y Saben aquell (2023).

## Biografía
Ha desarrollado casi toda su carrera profesional en su Cataluña natal, especialmente en televisión y teatro.
Comenzó a trabajar en la “compañía x” fuente de inspiración que le catapultó a la televisión autonómica catalana (TV3) cuando aún no había cumplido 20 años con pequeños papeles en series como El cor de la ciutat (2002-2003), Plats Bruts (2001) y Ventdelplà (2005). En 2006 se incorpora como reportero del espacio de humor Alguna pregunta més?.
En 2008 consiguió su primer papel regular en la serie catalana Zoo, donde interpretó a Santi durante la única temporada que la serie estuvo en emisión.
En 2009 tuvo una pequeña aparición en la película Tres días con la familia, de Mar Coll. También ese año encabezó el programa de humor de TV3 Prepara't per la TDT, un programa didáctico para informar a los espectadores de la apagada analógica y el cambio a la TDT.
En 2011 formó parte del reparto de la tv movie de dos capítulos Barcelona, ciudad neutral, ambientada en el inicio de la Primera Guerra Mundial. Además se incorporó al rodaje de la segunda temporada de la serie de tono cómico de TV3 La Sagrada Familia. También participó la sitcom del canal 33 Pop Ràpid, junto a Miki Esparbé y Alain Hernández entre otros.
Ha participado en las dos temporadas de la serie por Internet creada por Roger Coma Les coses grans interpretando a Ferrer. La webserie, cuya primera temporada fue estrenada en 2013, cuenta también con el propio Coma como actor además de Mar Ulldemolins, Pep Ambròs y Margalida Grimalt. La segunda temporada se estrena en diciembre de 2015.
Entre 2013 y 2014 formó parte de los programas de humor de la productora Minoría Absoluta Polònia y Crackòvia. En ambos participó como imitador poniéndose en la piel de personajes relacionados con la política y el deporte como Ramón Espadaler, Neymar y Gareth Bale. En Crackòvia, además, fue presentador del programa durante una temporada junto a Joan Rufas.
En 2014 protagonizó junto a Natalia Tena la ópera prima del director catalán Carlos Marqués-Marcet 10.000 km. Su trabajo fue altamente reconocido por la crítica. Su interpretación le llevó a ganar un Premio Gaudí a mejor actor protagonista además de conseguir una nominación como mejor actor revelación en los Premios Goya y como mejor actor protagonista en los Premios Feroz.
En 2015 participó como actor de reparto en la primera película dirigida por Leticia Dolera Requisitos para ser una persona normal que protagonizaron la propia Dolera y Manuel Burque.
En 2016 se incorpora al reparto de Nit i dia, thriller realista de la televisión autonómica catalana TV3 que protagoniza Clara Segura. Verdaguer interpreta a Pol Ambrós, un forense que trabaja con la protagonista en el Instituto de medicina legal de Cataluña. La segunda temporada se estrenó en abril de 2017 en horario de prime time. También en 2016 estrena el thriller diplomático La embajada, emitido en Antena 3. Verdaguer interpretó a Romero, un periodista que incomoda a los habitantes de la embajada española en Bankok, en la primera y única temporada emitida. En noviembre de ese mismo año, estrena la película No culpes al karma de lo que te pasa por gilipollas, adaptación de la novela homónima de Laura Norton junto a Verónica Echegui y Álex García. También participa como actor de reparto en la cinta 100 metros, dirigida por Marcel Barrena y protagonizada por Alexandra Jiménez y Dani Rovira.
En verano de 2017 estrena la cinta independiente Verano 1993, primer largometraje de la directora Carla Simón. Verdaguer protagoniza la película junto a Bruna Cusí y la pequeña Laia Artigas. El filme ha sido presentado en importantes festivales de cine como la Berlinale y el Festival de Málaga, consiguiendo en ambas citas una gran aceptación por parte de público y crítica. y fue elegido en 2017 por la Academia de las Artes y las Ciencias Cinematográficas de España para representar a España en los Premios Oscar.
Estrena en 2023 Saben aquell,  película de David Trueba, sobre la primera etapa de la vida como humorista de Eugenio. Una interpretación que le proporcionó varios premios, entre ellos el Goya al mejor protagonista masculino. Protagonizó la película La casa un año después, dirigida por Álex Montoya.
En 2025 rueda a las órdenes de Gerard Oms, la película "Muy lejos", junto a Mario Casas que obtuvo el premio en el Festival de Málaga, el premio al mejor actor.

## Filmografía

### Cine
| Año  | Título                                              | Personaje | Notas        |
| ---- | --------------------------------------------------- | --------- | ------------ |
| 2009 | Tres días con la familia                            | Jordi     |              |
| 2012 | Mateix lloc, mateixa hora                           | Sergio    | Cortometraje |
| 2012 | 10.000 km                                           | Sergi     |              |
| 2015 | Requisitos para ser una persona normal              | Juan      |              |
| 2015 | El encendedor cuántico                              | Noi       | Cortometraje |
| 2016 | 100 metros                                          | Mario     |              |
| 2016 | No culpes al karma de lo que te pasa por gilipollas | Roberto   |              |
| 2017 | Verano 1993                                         | Esteve    |              |
| 2017 | Tierra firme                                        | Roger     |              |
| 2019 | Lo dejo cuando quiera                               | Pedro     |              |
| 2019 | Los días que vendrán                                | Lluis     |              |
| 2019 | Salir del ropero                                    | Jorge     |              |
| 2020 | Uno para todos                                      | Aleix     |              |
| 2020 | Hogar                                               | Raúl      |              |
| 2020 | Yo también quiero te                                | Guillermo | Cortometraje |
| 2022 | Reyes contra Santa                                  | Gaspar    |              |
| 2023 | Saben aquell                                        | Eugenio   |              |
| 2024 | La casa                                             | José      |              |

### Televisión
| Año       | Título                    | Personaje         | Notas                |
| --------- | ------------------------- | ----------------- | -------------------- |
| 2001      | Plats bruts               | —                 | 1 episodio           |
| 2002–2003 | El cor de la ciutat       | Joan Serafí       | 2 episodios          |
| 2005      | Ventdelplà                | —                 | 3 episodios          |
| 2008      | Zoo                       | Santi Feliu       | 23 episodios         |
| 2009      | Prepara't per a la TDT    | Pau               | 15 episodios         |
| 2011      | Barcelona, ciutat neutral | Oliver            | 1 episodio           |
| 2011      | La sagrada família        | Jofre             | 13 episodios         |
| 2011–2013 | Pop ràpid                 | Enric             | 25 episodios         |
| 2012–2014 | Crackòvia                 | Varios personajes | 44 episodios         |
| 2013–2014 | Polònia                   | Varios personajes | 19 episodios         |
| 2013–2016 | Les coses grans           | Ferrer            | 23 episodios         |
| 2016      | Em dic Manel!             | Él mismo          | 1 episodio           |
| 2016      | La embajada               | Romero            | 11 episodios         |
| 2016–2017 | Nit i dia                 | Pol Ambrós        | 26 episodios         |
| 2017–2018 | Les molèsties             | David             | 5 episodios          |
| 2019      | Vida perfecta             | Gustavo           | 5 episodios          |
| 2020–2021 | Tabús                     | Presentador       | 18 episodios         |
| 2021      | Historias para no dormir  | Dani              | Episodio: «El doble» |
| 2023      | Citas Barcelona           | Juanqui Vidal     | 1 episodio           |
| 2025      | El mal invisible          | Quique Molina     | 8 episodios          |

### Teatro
- 2002-2003 : Estercolàcies I i II, de Karl Valentine i Javier Tomeo. Dir. Txema Stamfford.
- 2004 : Com a Casa-sses, de Txema Stamfford. Dir. Txema Stamfford.
- 2004 : Baal, de Bertolt Brecht. Dir. Abel Coll.
- 2004 : Mini-mal Show, de Sergi Belbel i Miquel Górriz. Dir. Mercè Lleixà.
- 2004-2005 : Sel·lagineles (o la tragèdia d'una cabra), de Txema Stamfford. Dir. Peter Gadish y Txema Stamfford.
- 2005-2006 : Bartleby, de Herman Melville. Dir. Ever Blanchet.
- 2006 : Sam, de Samuel Beckett. Dir. Llàtzer Garcia y Abel Coll.
- 2006 : Quotidiana delirant. Dir. Eles Alavedra.
- 2006 : La cantant calba & La cantant calba al McDonald's, de Eugene Ionesco y Lluïsa Cunillé. Dir. Joan Ollé (veu).
- 2006 : Boris I (El rei d'Andorra), de Beth Escudé. Dir. Ester Nadal (veu).
- 2008 : Mentida!, de Sergi Pompermayer. Dir. Jordi Purtí.
- 2008-2009 : Sexe, amor i literatura, de Joan Gallart. Dir. Joan Gallart.
- 2009 : Un tramvia anomenat Desig, de Tennessee Williams. Dir. Ester Nadal.
- 2009 : La silibararera, de Txema Stamfford. Dir. Ester Nadal i Txema Stanfford.
- 2009 : La síndrome de Bucay, de Joan Gallart. Dir. Joan Gallart.
- 2009-2010 : La doble vida d'en John, de Ray Cooney. Dir. Àngel Llàcer.
- 2011 : Huis clos (A porta tancada), de Jean-Paul Sartre. Dir. Raimon Molins.
- 2011 : La síndrome de Bucay, de Joan Gallart. Dir. Joan Gallart.
- 2011 : My Way, de Jordi Faura. Dir. Abel Coll.
- 2011 : Els bojos del bisturí, de Ray Cooney. Dir. Àngel Llàcer.
- 2012-2013 : Litus, de Marta Buchaca. Dir. Marta Buchaca.
- 2012 : Ensinistrarem els nostres fills per a la nit que arribi l'home del sac, de Marc Artigau. Dir. Marc Artigau.
- 2013 : Litoral, de Wajdi Mouawad. Dir. Raimon Molins.
- 2013 : La revolució no serà tuitejada, de Jordi Casanovas, Guillem Clua y Pau Miró. Dir. Jordi Casanovas, Guillem Clua i Pau Miró.
- 2013-2014 : Moby Dick, un viatge pel teatre, de Marc Artigau. Dir. Juan Carlos Martel Bayod.
- 2013-2015 : Dos machos verdes fritos, de Oscar Machancoses y David Verdaguer. Dir. Oscar Machancoses i David Verdaguer.
- 2014-2015 : El caballero de Olmedo, de Lope de Vega. Dir. Lluís Pasqual.
- 2014 : Les golfes del Maldà. Dir. Adrià Aubert (veu).
- 2014 : Victòria d'Enric V, de William Shakespeare. Dir. Pau Carrió.
- 2015 : Somni americà, d'Oriol Tarrason. Dir. Oriol Tarrason.
- 2015 : Frank V (Opereta d'una banca privada), de Friedrich Dürrenmatt. Dir. Josep Maria Mestres.
- 2015 : L'onzena plaga, de Victoria Szpunberg. Dir. David Selvas.
- 2015 : Molt soroll per no res, de William Shakespeare. Dir. Àngel Llàcer. TNC, Barcelona.

## Premios y nominaciones
Premios Goya
| Año  | Categoría                                   | Película       | Resultado |
| ---- | ------------------------------------------- | -------------- | --------- |
| 2015 | Mejor actor revelación                      | 10.000 km      | Nominado  |
| 2017 | Mejor interpretación masculina de reparto   | Verano 1993    | Ganador   |
| 2020 | Mejor interpretación masculina protagonista | Uno para todos | Nominado  |
| 2023 | Mejor interpretación masculina protagonista | Saben aquell   | Ganador   |

Medallas del Círculo de Escritores Cinematográficos
| Año  | Categoría        | Película       | Resultado |
| ---- | ---------------- | -------------- | --------- |
| 2014 | Actor revelación | 10.000 km      | Nominado  |
| 2020 | Mejor actor      | Uno para todos | Ganador   |
| 2023 | Mejor actor      | Saben aquell   | Ganador   |
| 2024 | Mejor actor      | La casa        | Nominado  |

Premios Sant Jordi de Cinematografía
| Año  | Categoría                        | Película                 | Resultado |
| ---- | -------------------------------- | ------------------------ | --------- |
| 2017 | Mejor actor en película española | Tierra firme Verano 1993 | Ganador   |

Premios Feroz
| Año  | Categoría                | Película             | Resultado |
| ---- | ------------------------ | -------------------- | --------- |
| 2015 | Mejor actor protagonista | 10.000 km            | Nominado  |
| 2017 | Mejor actor de reparto   | Verano 1993          | Ganador   |
| 2019 | Mejor actor protagonista | Los días que vendrán | Nominado  |
| 2020 | Mejor actor protagonista | Uno para todos       | Nominado  |
| 2024 | Mejor actor protagonista | Saben aquell         | Ganador   |
| 2025 | Mejor actor protagonista | La casa              | Nominado  |

Premios Gaudí
| Año  | Categoría                    | Película             | Resultado |
| ---- | ---------------------------- | -------------------- | --------- |
| 2014 | Mejor actor protagonista     | 10.000 km            | Ganador   |
| 2016 | Mejor actor de reparto       | 100 metros           | Nominado  |
| 2017 | Mejor actor de reparto       | Verano 1993          | Nominado  |
| 2017 | Mejor actor protagonista     | Tierra firme         | Ganador   |
| 2018 | Mejor actor protagonista     | Los días que vendrán | Nominado  |
| 2023 | Mejor protagonista masculino | Saben aquell         | Ganador   |